# 登特鎮區 (阿肯色州伍德拉夫縣)
登特鎮區（英語：Dent Township）是位於美國阿肯色州伍德拉夫縣的一個行政鎮區。

## 地方資料
登特鎮區的面積為62.14平方千米，當中陸地面積為61.86平方千米，而水域面積為0.28平方千米。根據2010年美國人口普查的數據，當地共有人口256人，而人口密度為每平方千米4.12人。